# Belo (rey de Egipto)

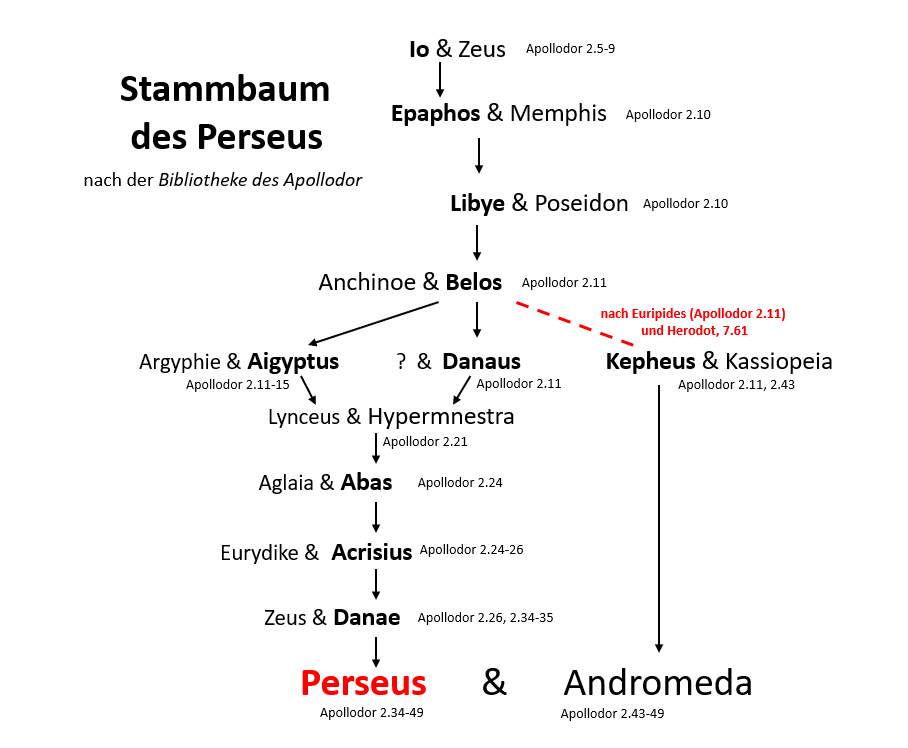
Árbol genealógico de Belo, al final podemos encontrar a Zeus, el dios griego, y a Perseo, hijo de este último.

En la mitología griega, Belo (Βῆλος) era un rey de Egipto, hijo de Poseidón y Libia, y hermano gemelo de Agénor. Belo se casó con Anquínoe (o Aquírroe), hija del Nilo, y tuvo hijos gemelos, Egipto y Dánao, y según Eurípides además Cefeo y Fineo. Belo estableció en Libia a Dánao y en Arabia a Egipto — quien también subyugó el país de los melámpodes («pies negros») y lo denominó Egipto, como él. Otros dicen que a la esposa de Belo fue la ninfa Oritía (con la que tuvo a Tiante) o bien Side, epónima de Sidón. En el Catálogo de mujeres se nos dice que Belo fue padre de Tronia, madre de Árabo en su unión con Hermes. West conjetura que Belo también podría ser el padre de Clidánope, la madre de Cirene.
Condujo una colonia egipcia a Babilonia y allí se le identificaba con el Zeus Egipcio o Zeus Belos, una transliteración del dios babilonio Bel Marduk. Cuando murió, sus hijos Egipto y Dánao se pelearon por la herencia y en un intento de reconciliación acordaron el matrimonio de los cincuenta hijos de Egipto con las cincuenta hijas de Dánao, que recibieron la orden de su padre de asesinar a sus maridos la misma noche de bodas.

## Versión de Juan Malalas
Juan Malalas nos dice primero que Zeus-Pico y Hera-Némesis tuvieron un hijo, Belo («flecha»), que así se llamó porque era muy agudo. Después que de Ínaco y Melia nacieron Belo, Caso e Ío. Y más tarde que de Libia y Poseidón nacieron Agénor, Belo y un tal Enialio. Agénor y Belo marcharon primero a Siria en busca de Ío pero fueron capaces de encontrarla. Belo entonces marchó a Egipto, se desposó con Side y fue padre de Egipto y Dánao como ya suponíamos. Más adelante dice que Zeus Pico había sido rey de Asiria durante treinta años, dejó a su madre y a Hera, su hermana y esposa, e hizo a su hijo Belo rey de Asiria. Se alejó hacia el oeste en dirección a su padre Cronos. Belo era rey de los asirios durante dos años y murió, y los persas lo deificaron. Cronos vio a su hijo Pico Zeus viniendo hacia él por el oeste y le cedió el reino del oeste, ya que Cronos estaba débil y tenía dificultades. Pico Zeus era rey de occidente, es decir, de Italia otros sesenta y dos años. Después de Belo, Nino, el otro hijo de Cronos, fue rey de Asiria. Tomó a su madre Semíramis como esposa, de donde es costumbre para los persas casarse con sus propias madres y hermanas.
En esta versión se combina el evemerismo con la astrolatría (culto a los astros), debido a que los personajes, si bien poseen gran longevidad, sabiduría y poder, son mortales, tomando sus nombres de los dioses-planetas. Aunque ellos mismos pueden convertirse en dioses, como Nebrod (Nemrod), gigante fundador de Babilonia (Babel), "el primero de los persas", que al ser divinizado se convirtió en el dios-astro Orión.

## Descendencia de Belo
- Agénor[11]
- Antíope, la esposa de Agénor[12]
- Cefeo (con Anquínoe)[1]
- Damno, la esposa de Agénor[13]
- Dánao (con Anquínoe[1][11] o Side)[3]
- Egipto (con Anquínoe[1][11] o Side)[3]
- Fénix[11]
- Fineo (con Anquínoe)[1][11]
- Lamia (con Libia)[14]
- Nino[15]
- Tías o Tiante (con Oritía)[2]
- Tronia[4]

También se dice que Órcamo, rey de las ciudades aquemenias, se cuenta en séptimo lugar entre los descendientes del antiguo Belo.